# Манипуляция атомами
Манипуляция атомами (англ. atomic manipulations) — направленное перемещение и позиционирование атомов в пространстве.

## Инструменты манипуляции

### Сканирующая зондовая микроскопия

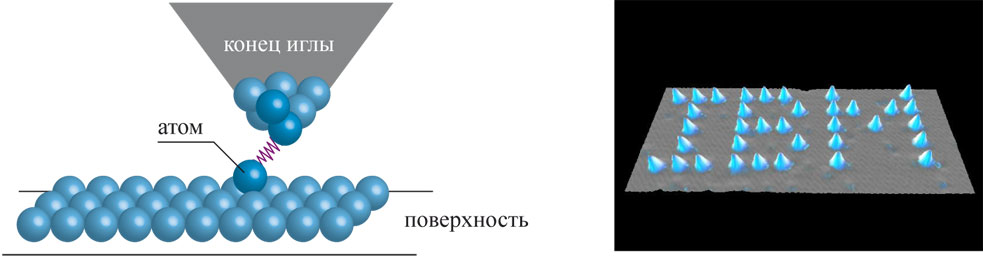

Идеальный процесс создания наноструктур — это сборка атом за атомом, как предлагал Ричард Фейнман в своей пророческой статье 1960 года. С развитием сканирующей зондовой микроскопии (СЗМ) эта фантастическая перспектива стала реальностью. В настоящее время среди различных подходов СЗМ показала себя как наиболее простой и удобный метод манипулирования атомами. Дополнительное достоинство СЗМ — это то, что её можно использовать не только как исследовательский прибор, но и как инструмент для воздействия на атомы поверхности. Используя межатомные силы между «последним» атомом иглы и атомом на поверхности, а также электростатические силы, действующие со стороны иглы на поверхность, или же токи высокой плотности, можно цеплять атомы к игле, перемещать их по поверхности в нужное место, удалять ненужные, осаждать дополнительные атомы с иглы. То есть, для атомных манипуляций и наблюдения служит один и тот же прибор: можно сначала осмотреть поверхность, выбрать объект для манипуляций, произвести их, а затем проверить результат.
Возможность таких атомных манипуляций была впервые продемонстрирована в 1989 году группой американского физика Д. Эйглера (см. квантовый загон).

### Оптический пинцет
Другим инструментом для манипулирования атомами является лазерная ловушка (оптический пинцет) и её усовершенствованный вариант — магнито-оптическая ловушка. Поскольку свет представляет собой высокочастотное электрическое и магнитное поле, сфокусированный лазерный пучок создаёт переменное электрическое поле с локальным максимумом. Когда это поле взаимодействует с атомом, оно изменяет распределение электронов вокруг атома и индуцирует в нём электрический дипольный момент. Такой атом будет притягиваться в область локального максимума электрического поля лазерного луча. Другая сила, действующая на атомы в луче лазера — давление света: атомы, поглощая фотоны, приобретают их импульс и начинают рассеиваться. Для минимизации рассеяния частота излучения лазера должна быть ниже частоты, при которой атомы поглощают фотоны. С помощью лазерных ловушек удалось удерживать атомы испарённых веществ, которые движутся при комнатной температуре со сверхзвуковой скоростью, практически в неподвижном состоянии, то есть снижать их температуру почти до абсолютного нуля. Это позволило более детально изучать внутреннее строение атомов и создавать прецизионные атомные часы. За исследования в области охлаждения и улавливания атомов с использованием лазерных технологий Стивен Чу, Клод Коэн-Таннуджи и Уильям Филлипс были удостоены Нобелевской премии по физике в 1997 году. В настоящее время лазерные ловушки и лазерные пинцеты также широко применяются в биологических исследованиях, в частности, для изучения механических характеристик биологических моторов.